# À la poursuite du flacon vert
À la poursuite du flacon vert est le huitième tome de la série de bande dessinée Idéfix et les Irréductibles de Philippe Clerc, Olivier Serrano, Lison D'Andréa (scénario) et de Federico Mancuso (dessin), qui sera publié le 11 juin 2025.

## Résumé
- À la poursuite du flacon vert
- Padgachix en manque de Vitamin
- Miche, ô ma miche[1]